# November 2019
Dit artikel geeft een chronologisch overzicht van de belangrijkste gebeurtenissen per dag in de maand november van het jaar 2019.

## Gebeurtenissen

### 1 november
- In Oostenrijk treedt een rookverbod voor openbare gelegenheden zoals restaurants en cafés in werking. Het verbod werd in juli goedgekeurd.[1]
- Bij een schietpartij op een legerpost in de regio Ménaka (Mali) vallen 54 doden. Islamitische Staat eist de verantwoordelijkheid op.[2]
- Google LLC koopt Fitbit, het bedrijf achter de activiteitstrackers, op voor 2,1 miljard dollar.[3]

### 2 november
- In de Afghaanse provincie Tachar komen negen schoolgaande kinderen om het leven als ze op een mijn stappen.[4]

### 3 november
- De El Salvadoraanse president Bukele sommeert alle Venezolaanse diplomaten om binnen 48 uur het land te verlaten, omdat hij het regime van Maduro niet langer als legitiem beschouwt.[5]

### 4 november
- Het kabinet-Rutte III erkent dat er op 3 juni 2015 zeker 70 burgerdoden zijn gevallen bij een Nederlandse luchtaanval op een bommenfabriek van IS in de Iraakse stad Hawija. Ook bij een Nederlands bombardement enkele maanden later op een woning in Mosoel vielen vier doden.[6]
- De Onze-Lieve-Vrouw-Geboortekerk van Hoogmade raakt zwaar beschadigd door een brand.[7]
- Bij een ongeluk met een FlixBus op de Franse A1 vallen 33 gewonden, onder wie vier zwaargewonden.[8]
- In Karbala bestormen demonstranten het Iraanse consulaat. Ook stichten ze brand en vervangen de Iraanse vlag door een Iraakse. Er vallen zeker drie doden.[9]
- Egyptische veiligheidstroepen maken bekend dat ze afgelopen maand zeker 83 IS-strijders hebben gedood in Centraal- en Noord-Sinaï[10]
- In de Mexicaanse staat Sonora worden negen leden van een mormoonse familie doodgeschoten. De daders zijn mogelijk lid een drugskartel.[11]

### 5 november
- Het kabinet-Trump zegt het Akkoord van Parijs op, waardoor het vanaf 4 november 2020 niet meer van kracht is in de Verenigde Staten.
- In Bagdad vallen zeker vijf doden als veiligheidstroepen het vuur openen op anti-regeringsdemonstranten die de Groene Zone proberen te bestormen.[12]

### 6 november
- In het oosten van Burkina Faso vallen zeker 37 doden bij een aanval op een konvooi mijnwerkers, die in dienst waren van het Canadese bedrijf Semafo.[13]

### 10 november
- De Boliviaanse president Evo Morales treedt af en vlucht het land uit richting Mexico nadat er op 22 oktober protesten uitbraken na zijn herverkiezing. Eerder had de politie zich al aangesloten bij de protesten, riep het OAS op tot nieuwe verkiezingen en verzocht het leger hem om op te stappen.
- De vierde Spaanse verkiezingen in vier jaar tijd zijn gewonnen door zittend minister-president Pedro Sánchez. Het parlement is na deze verkiezingen verdeelder dan ooit.

### 15 november
- Japanse wetenschappers ontdekken, samen met IBM, 143 tot nu toe onbekende Nazcalijnen in de pampa's van Peru. Hierbij is gebruikgemaakt van kunstmatige intelligentie en satellietfoto's.

### 24 november
- Bij anti-regeringsdemonstraties in het zuiden van Irak vallen zeker 13 doden en 150 gewonden.[14]

### 25 november
- De beheerder van de IPv4-adresruimte in Europa RIPE NCC maakt bekend dat het laatste blok vrije adressen vergeven is.
- In het Grünes Gewölbe, een beroemd kunsthistorisch museum in het Duitse Dresden, wordt een juwelenroof ter waarde van mogelijk honderden miljoen euro's gepleegd.

### 26 november
- Bij een aardbeving in Albanië met een kracht van 6,4 vallen tientallen doden.
- Bij een aanslag met een autobom nabij de Syrische stad Ras al-Ayn vallen 17 doden en meer dan 20 gewonden. Het Turkse ministerie van Defensie houdt de YPG verantwoordelijk.[15]

### 29 november
- Bij een aanslag nabij London Bridge worden vijf mensen neergestoken, van wie er twee overlijden. De dader wordt door de politie doodgeschoten. (Lees meer)

### 30 november
- In de Mexicaanse plaats Villa Unión (Coahuila) vallen meer dan 20 doden bij gevechten tussen leden van een drugskartel en veiligheidstroepen.[16]
- Bij een vliegtuigongeval in South Dakota vallen negen doden, die allen deel uitmaakten van een Idaho-familie.[17]

## Overleden
← · januari · februari · maart · april · mei · juni · juli · augustus · september · oktober · november · december ·  →